# Antonio Armijo
Pour les articles homonymes, voir Armijo.

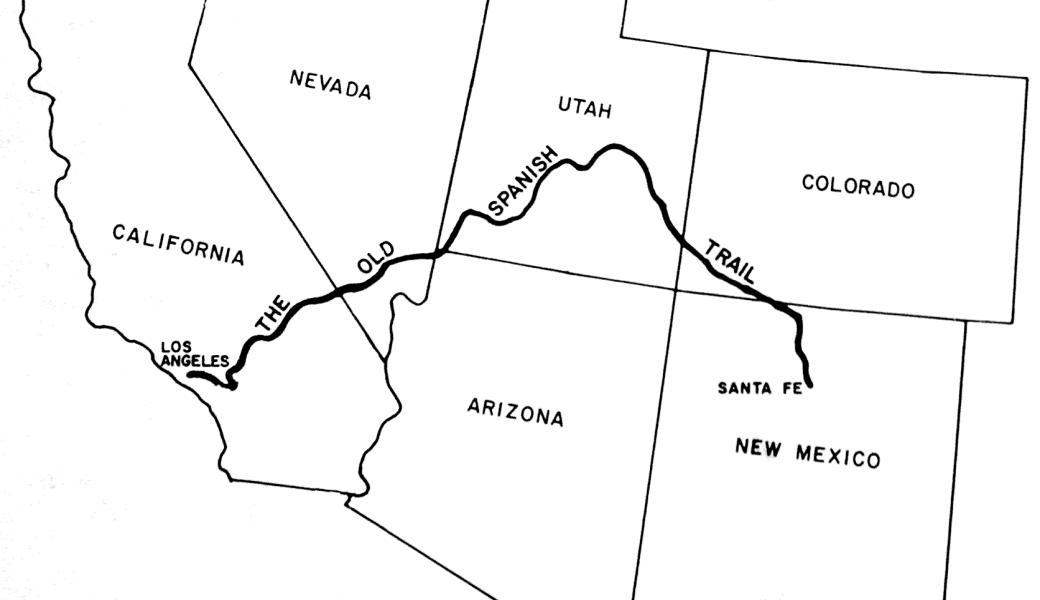

Antonio Armijo est un marchand espagnol et un explorateur connu pour avoir conduit la première caravane commerciale, composée d'une soixantaine d'hommes, dans la vallée de Las Vegas, en 1829. Son itinéraire est appelé Old Spanish Trail,.
Armijo et ses hommes ont l'intention de voyager et de créer une nouvelle route commerciale du Nouveau-Mexique à Los Angeles, en Californie.
Alors que la caravane de Armijo campe le jour de Noël, à environ 160 kilomètres au nord-est de l'actuelle Las Vegas, un groupe d'éclaireurs part vers l'ouest à la recherche d'eau. Raphael Rivera, un jeune éclaireur mexicain, s'éloigne du reste du groupe dans le désert inexploré, à la recherche d'un raccourci. Il se dirige à l'ouest du fleuve Colorado et arrive sur ce qui est maintenant connu comme étant la vallée de Las Vegas. Au bout de deux semaines, Rivera rejoint le groupe et les conduit à la vallée.
Armijo et ses hommes remarquent la fertilité inhabituelle des plaines et décident d'appeler ces terres Las Vegas, ce qui veut dire en espagnol « plaines fertiles ».

## Sources
- (en) Cet article est partiellement ou en totalité issu de l’article de Wikipédia en anglais intitulé « Antonio Armijo » (voir la liste des auteurs).